# Redroofs
Redroofs est une communauté située dans la province de la Colombie-Britannique, dans le Sunshine Coast.